# Xscape (album)
Cet article concerne l'album de Michael Jackson. Pour le groupe de RnB, voir Xscape.
Albums de Michael Jackson
Michael
(2010)
Singles
1. Love Never Felt So Good
Sortie : 2 mai 2014
2. A Place with No Name
Sortie : 13 août 2014

Xscape est un album studio de Michael Jackson sorti en 2014. Il s'agit du deuxième album studio posthume du chanteur après Michael (2010).

## Production
Après avoir eu accès à quatre décennies d'archives du « Roi de la pop », sa maison de disques Epic Records a choisi huit chansons inédites (majoritairement issues des sessions d'Invincible) pour lesquelles Michael Jackson avait fini d'enregistrer les parties vocales. Selon L.A. Reid, le PDG d'Epic Records : « Michael a laissé derrière lui des performances vocales que nous sommes fiers de présenter à travers la vision de producteurs avec lesquels il a travaillé ou souhaitait fortement le faire ».
La liste des producteurs ayant planché sur le projet inclut des « faiseurs de tubes » comme Timbaland, le collectif Stargate, Rodney Jerkins, Jerome "J-Roc" Harmon et John McClain.
Ainsi, Xscape présente huit chansons inédites de Michael Jackson retravaillées par lesdits producteurs. Une édition « Deluxe » de l'album propose en supplément les versions originales des chansons plus une autre version retravaillée de Love Never Felt So Good (similaire à la première mais en duo avec Justin Timberlake), ainsi qu'un DVD documentaire sur la production de l'album.

### Choix du nom de l'album
Concernant le choix d'Xscape comme nom de l'album, le label explique sur son site : « Michael Jackson choisissait toujours le nom d'un morceau présent sur l'album pour nommer son projet et, à partir de Thriller, ne choisissait qu'un seul mot, définissant toujours les qualités premières du disque. »

## Promotion
À l'occasion des Billboard Music Awards 2014 à Los Angeles, une performance du titre Slave to the Rhythm a été effectuée par une technique d'illusion optique, appelée « fantôme de Pepper », avec un double de Michael Jackson virtuel calqué sur un sosie.

## Liste des titres
| 1. | Love Never Felt So Good             | Michael Jackson, Paul Anka                                         | Michael Jackson, John McClain, Giorgio Tuinfort, Paul Anka              | 3:54 |
| 2. | Chicago                             | Cory Rooney                                                        | Timbaland, J-Roc                                                        | 4:05 |
| 3. | Loving You                          | Michael Jackson                                                    | Timbaland                                                               | 3:15 |
| 4. | A Place with No Name                | Michael Jackson, Dewey Bunnell, Elliot Straite (Dr. Freeze)        | Dr. Freeze, StarGate                                                    | 5:35 |
| 5. | Slave to the Rhythm                 | Michael Jackson, Mosley, Harmon                                    | Timbaland, J-Roc, L.A. Reid, Kenneth Edmonds                            | 4:15 |
| 6. | Do You Know Where Your Children Are | Michael Jackson                                                    | Jackson, Timbaland, J-Roc                                               | 4:36 |
| 7. | Blue Gangsta                        | Michael Jackson, Straite                                           | King Solomon Logan, Daniel Jones, Timbaland, J-Roc, Jackson, Dr. Freeze | 4:14 |
| 8. | Xscape                              | Michael Jackson, Rodney Jerkins, Fred Jerkins III, LaShawn Daniels | Rodney Jerkins                                                          | 4:04 |

| 9.  | Love Never Felt So Good (version originale, enregistrée en 1980)                                        | Michael Jackson, Paul Anka                          |                                                    | 3:19 |
| 10. | Chicago (version originale, enregistrée en 1999 durant les sessions dInvincible)                        | Cory Rooney                                         | Michael Jackson, Paul Anka                         | 4:43 |
| 11. | Loving You (version originale, enregistrée en 1985 durant les sessions de Bad)                          | Michael Jackson                                     | Michael Jackson                                    | 3:02 |
| 12. | A Place with No Name (version originale, enregistrée en 1998 durant les sessions dInvincible)           | Jackson, Dewey Bunnell, Elliot Straite (Dr. Freeze) | Dr Freeze, Michael Jackson                         | 4:55 |
| 13. | Slave to the Rhythm (version originale, enregistrée en 1990 durant les sessions de Dangerous)           | Jackson, Mosley, Harmon                             | Babyface, L.A. Reid, Kevin Roberson, Daryl Simmons | 4:35 |
| 14. | Do You Know Where Your Children Are (version originale, enregistrée en 1984 durant les sessions de Bad) | Jackson                                             | Michael Jackson                                    | 4:39 |
| 15. | Blue Gangsta (version originale, enregistrée en 1999 durant les sessions dInvincible)                   | Michael Jackson, Elliot Straite (Dr. Freeze)        | Michael Jackson, Dr Freeze                         | 4:16 |
| 16. | Xscape (version originale, enregistrée en 1999 durant les sessions dInvincible)                         | Jackson, Rodney Jerkins                             | Rodney Jerkins                                     | 5:44 |
| 17. | Love Never Felt So Good (avec Justin Timberlake)                                                        | Michael Jackson, Paul Anka                          | Timbaland, J-Roc                                   | 4:05 |

| 1. | Xscape Documentary          |  |  | 23:18 |
| 2. | Xscape Documentary Outtakes |  |  | 2:39  |

| 1. | Slave to the Rhythm (Official Video)     | Michael Jackson, Mosley, Harmon                             | Timbaland, J-Roc, L.A. Reid, Kenneth Edmonds               | 3:58 |
| 2. | Love Never Felt So Good (Official Video) | Michael Jackson, Paul Anka                                  | Michael Jackson, John McClain, Giorgio Tuinfort, Paul Anka | 3:57 |
| 3. | A Place with No Name (Official Video)    | Michael Jackson, Dewey Bunnell, Elliot Straite (Dr. Freeze) | Dr. Freeze, StarGate                                       | 4:14 |

## Singles
Le 30 avril 2014, le premier single à paraître est annoncé ; il s'agit du titre Love Never Felt So Good (avec Justin Timberlake sur le remix), qui avait été co-écrit par Paul Anka et Michael Jackson, et enregistré par le crooner Johnny Mathis en 1984 (avec quelques changements dans les paroles). Il est diffusé pour la première fois en exclusivité mondiale le 1er mai par la webradio iHeartRadio, et disponible en single le lendemain, le 2 mai.

## Classements
| Pays / classement (2014)            | Meilleure position |
| ----------------------------------- | ------------------ |
| Afrique du Sud (RISA)               | 13                 |
| Allemagne (Media Control AG)        | 2                  |
| Argentine (CAPIF)                   | 5                  |
| Australie (ARIA)                    | 2                  |
| Autriche (Ö3 Austria Top 40)        | 2                  |
| Belgique (Flandre Ultratop)         | 1                  |
| Belgique (Wallonie Ultratop)        | 1                  |
| Canada (Canadian Albums)            | 3                  |
| Chine (Sino Chart)                  | 2                  |
| Corée du Sud (Gaon)                 | 6                  |
| Croatie (HDU)                       | 2                  |
| Danemark (Tracklisten)              | 1                  |
| Écosse (OCC)                        | 3                  |
| Espagne (Promusicae)                | 1                  |
| États-Unis (Billboard 200)          | 2                  |
| États-Unis (Top R&B/Hip-Hop Albums) | 1                  |
| Finlande (Suomen virallinen lista)  | 5                  |
| France (SNEP)                       | 1                  |
| Grèce (IFPI)                        | 2                  |
| Hongrie (Mahasz)                    | 4                  |
| Irlande (IRMA)                      | 4                  |
| Italie (FIMI)                       | 2                  |
| Japon (Oricon)                      | 4                  |
| Mexique (Top 100)                   | 4                  |
| Norvège (VG-lista)                  | 2                  |
| Nouvelle-Zélande (RIANZ)            | 3                  |
| Pays-Bas (Mega Album Top 100)       | 2                  |
| Pologne (ZPAV)                      | 4                  |
| Portugal (AFP)                      | 3                  |
| Royaume-Uni (UK Albums Chart)       | 1                  |
| Suède (Sverigetopplistan)           | 3                  |
| Suisse (Schweizer Hitparade)        | 2                  |
| Taïwan (G-Music)                    | 2                  |
| Tchéquie (IFPI)                     | 5                  |

| Pays (2014)                | Position |
| -------------------------- | -------- |
| Australie                  | 66       |
| Italie                     | 38       |
| États-Unis (Billboard 200) | 36       |

## Certifications
| Pays              | Certification | Unités  |
| ----------------- | ------------- | ------- |
| États-Unis (RIAA) | Or            | 500 000 |

## Historique de sortie
| Pays        | Date         | Label              | Format                      |
| ----------- | ------------ | ------------------ | --------------------------- |
| Autriche    | 9 mai 2014   | Sony Music         | CD téléchargement numérique |
| Danemark    | 9 mai 2014   | Sony Music         | CD téléchargement numérique |
| Allemagne   | 9 mai 2014   | Sony Music         | CD téléchargement numérique |
| Espagne     | 9 mai 2014   | Sony Music         | CD téléchargement numérique |
| France      | 12 mai 2014  | Sony Music         | CD téléchargement numérique |
| Royaume-Uni | 12 mai 2014  | Epic Records       | CD téléchargement numérique |
| Italie      | 13 mai 2014  | Sony Music         | CD téléchargement numérique |
| Canada      | 13 mai 2014  | Sony Music         | CD téléchargement numérique |
| États-Unis  | 13 mai 2014  | Epic Records / MJJ | CD téléchargement numérique |
| Mexique     | 21 mai 2014  | Sony Music         | CD téléchargement numérique |
| Japon       | 21 mai 2014  | Sony Music Japan   | CD                          |
| Inde        | 12 mai 2014  | Sony Music         | CD                          |
| Allemagne   | 6 juin 2014  | Sony Music         | LP                          |
| États-Unis  | 10 juin 2014 | Epic Records / MJJ | LP                          |
| Chine       | 25 juin 2014 | Sony Music China   | CD                          |